# Novorusko (2014–2015)
Novorusko – Svaz lidových republik (rusky Новороссия – Союз народных республик, Novorossija – Sojuz narodnych respublik, ukrajinsky Новоросія – Союз Народних Республік), zkráceně Novorusko (rusky Новороссия – Novorossija, ukrajinsky Новоросія – Novorosija), byla mezinárodně neuznaná konfederace vyhlášená 24. května 2014 na území Ukrajiny spojením dvou státních útvarů proruských separatistů na východě Ukrajiny, Doněcké lidové republiky a Luhanské lidové republiky. Původní plán koncepce Novoruska nezahrnoval jenom Donbas, ale i další oblasti jihovýchodu. 
V květnu 2015 oznámil předseda samozvaného novoruského parlamentu Oleg Carjov zastavení činnosti konfederačních orgánů v souladu s minskými mírovými dohodami. Doněcký „ministr zahraničí“ Alexandr Kofman řekl, že se projekt Novoruska nesetkal s dostatečnou odezvou obyvatelstva v ruskojazyčných regionech Ukrajiny. Rovněž byla pozastavena činnost společného parlamentu Novoruska, protože jeho existence byla v rozporu s minskými dohodami.
Obě samozvané republiky označuje Ukrajina za teroristické organizace a vede s nimi ozbrojený konflikt.

## Svazové státy
Svaz lidových republik byl konfederativní stát složený ze dvou samostatných lidových republik.
| vlajka v roce 2015 | znak v roce 2015 | název                                                                                      | zkratka   | poloha |
| ------------------ | ---------------- | ------------------------------------------------------------------------------------------ | --------- | ------ |
|                    |                  | Doněcká lidová republika (Донецкая народная республика, Doněckaja narodnaja respublika)    | DLR (ДНР) |        |
|                    |                  | Luhanská lidová republika (Луганская народная республика, Luganskaja narodnaja respublika) | LLR (ЛНР) |        |

### Státní zřízení
Novorusko – Svaz lidových republik bylo konfederativním svazem rovnoprávných republik, doněcké a luhanské. Zákonodárnou moc držel nominálně parlament Novoruska, do nějž bylo zvoleno třicet poslanců z každé republiky, v čele parlamentu stál předseda. Orgánem výkonné moci měla být vláda v čele s předsedou, v hypotetické vládě byly republiky zastoupeny stejným počtem reprezentantů.
Úředními jazyky Novoruska byly jazyky republik, ze kterých se skládalo, jednacím jazykem jeho orgánů měla být ruština.

## Název
Oficiální název konfederace při jejím vzniku byl Svaz lidových republik (rusky Союз Народных республик, Sojuz Narodnych respublik). V prvních zprávách ruská i ukrajinská média pro stát používala neformální označení Novorusko (rusky Новороссия, Novorossija, resp. ukrajinsky Новоросія, Novorosija). Česká média pojmenovala stát kromě Novoruska v prvních zprávách také jako Nové Rusko (rusky Новая Россия). Mediální označení státu odkazuje na jeho historické území z dob carského Ruska, tehdy zvané Novorusko (Nové Rusko, Novorossija).
Dne 15. července 2014 parlament Svazu lidových republik schválil změny Ústavního aktu, podle kterých se název konfederace změnil na Novorusko – svaz lidových republik (rusky Новороссия – союз народных республик).

## Státní symboly

Alternativní vlajka Novoruska

Více informací v článku: Státní symboly lidových republik v Donbasu
Dne 27. června, den po ustavujícím zasedání svazového parlamentu, jeho předseda Carjov informoval o vyhlášení konkursu na návrhy dosud neexistujících státních symbolů Svazu – znaku, vlajky a hymny. Konkurzní komise 13. srpna jako vlajku vybrala černo-žluto-bílou trikolóru (s bílou nahoře; vychází z vlajky Ruska z let 1858–1883), s tím, že ji navrhne parlamentu ke schválení. Současně navrhla zástavu Ozbrojených sil Novoruska – ondřejský kříž v červeném poli. Zástavu schválil parlament 22. srpna 2014.

## Historie

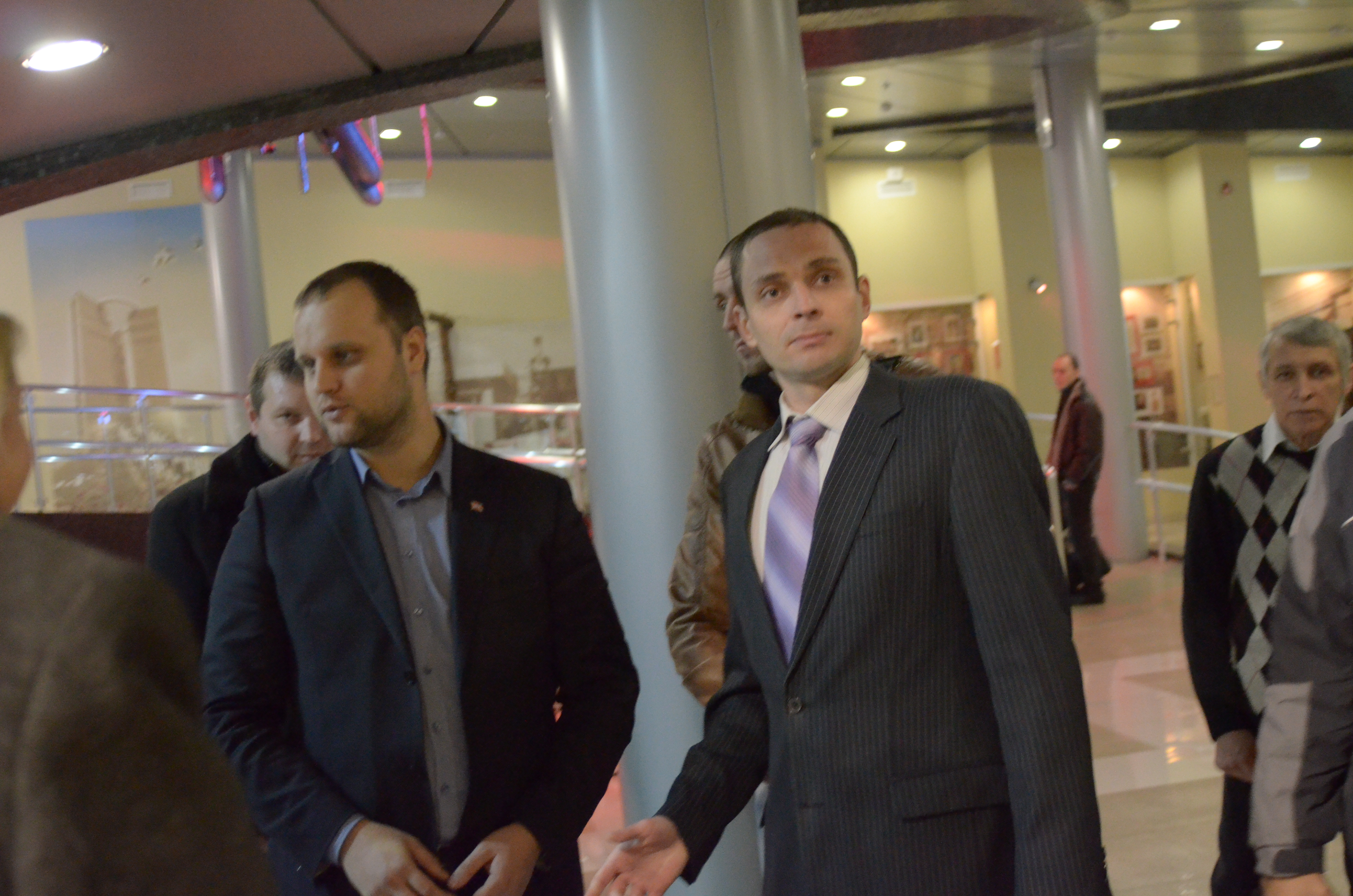
Pavel Gubarev (vlevo), lidový gubernátor DLR

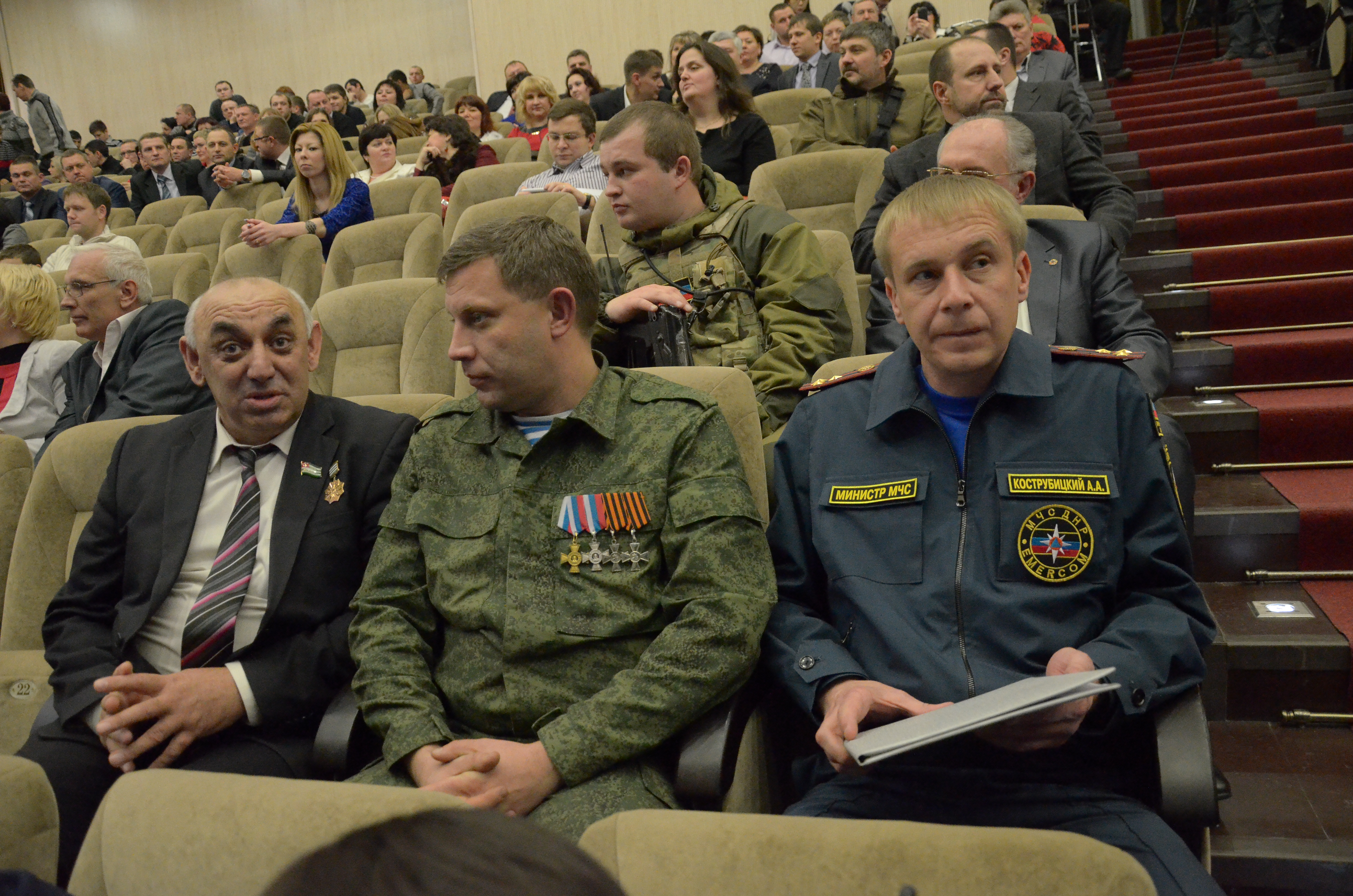
Alexandr Zacharčenko (uprostřed), někdejší premiér DLR, 27. prosince 2014

Dne 24. května 2014 podepsali v Doněcku Alexandr Jurjevič Borodaj, předseda doněcké vlády, a Alexej Karjakin, předseda luhanského parlamentu, dohodu o sloučení Doněcké a Luhanské lidové republiky do Svazu lidových republik. Současně byla, jako řídící orgán svazu, zřízena „Rada Svazu lidových republik“ (rusky Совет Союза Народных Республик). Rada byla šestičlenná, měla po třech zástupcích z každé republiky. Doněckou lidovou republiku zastupovali Alexandr Borodaj, Denis Pušilin a Pavel Gubarev, Luhanskou lidovou republiku Valerij Bolotov, Alexej Karjakin a Oleg Carjov. Týž den v Doněcku proběhl sjezd společensko-politického hnutí Lidový front na němž se zástupci jižních a východních oblastí Ukrajiny spojili v usilování o federalizaci země. Nedlouho předtím, 22. května, ohlásil Pavel Gubarev vznik politického hnutí Novorusko s cílem vytvoření stejnojmenného státu. V anglojazyčných médiích z toho vznikla představa o federálním charakteru a názvu Novorusko pro konfederativní Svaz lidových republik.
Bez souvislosti se Svazem lidových republik se proruský ukrajinský aktivista Valerij Kaurov o měsíc dříve, tedy 21. dubna 2014, prohlásil prezidentem Oděské lidové republiky, jako části (budoucího) Novoruska. Učinil tak u příležitosti jedné z proruských demonstrací v Oděse, se kterou se z moskevské emigrace spojil po Skypu. Oděská lidová republika však fakticky nevznikla. Nicméně její „prezident“ Kaurov je od té doby občas vydáván za prezidenta Novoruska. Přitom funkce prezidenta v Novorusku – svazu lidových republik vůbec neexistuje.
Rada vypracovala návrh ústavy Svazu (Ústavní akt, Конституционный акт). Ústavní akt 24. a 25. června 2014 schválily parlamenty Doněcké a Luhanské republiky, které současně zvolily každá po 30 členech svazového parlamentu.
Dne 26. června 2014 se konalo ustavující zasedání svazového parlamentu, jeho předsedou se stal Oleg Carjov, prvním místopředsedou Alexandr Kofman, druhým Gennadij Cypkalov.
Dne 15. července 2014 parlament Svazu lidových republik schválil změny Ústavního aktu, včetně změny názvu konfederace, a zákony o práci parlamentu. Poté, co ukrajinská armáda dočasně obklíčila největší města v držení povstalců, rezignovali někteří vůdci lidových republik. 18. června 2014 odstoupil ze své funkce jeden ze členů svazové rady Denis Pušilin, 7. srpna pak premiér doněcké vlády Alexandr Borodaj a vůdce Luhanské lidové republiky Valerij Bolotov. 14. srpna rezignoval také doněcký ministr obrany Igor Strelkov. V roce 2015 byla činnost parlamentu utlumena na základě mírové dohody z Minsku.

## Geografie

Mapa Evropy znázorňující polohu Svazu lidových republik
Oblasti ovládané Svazem lidových republik v různých fázích války na východní Ukrajině
Oblasti pod vojenskou kontrolou proruských separatistů po 20. únoru 2015
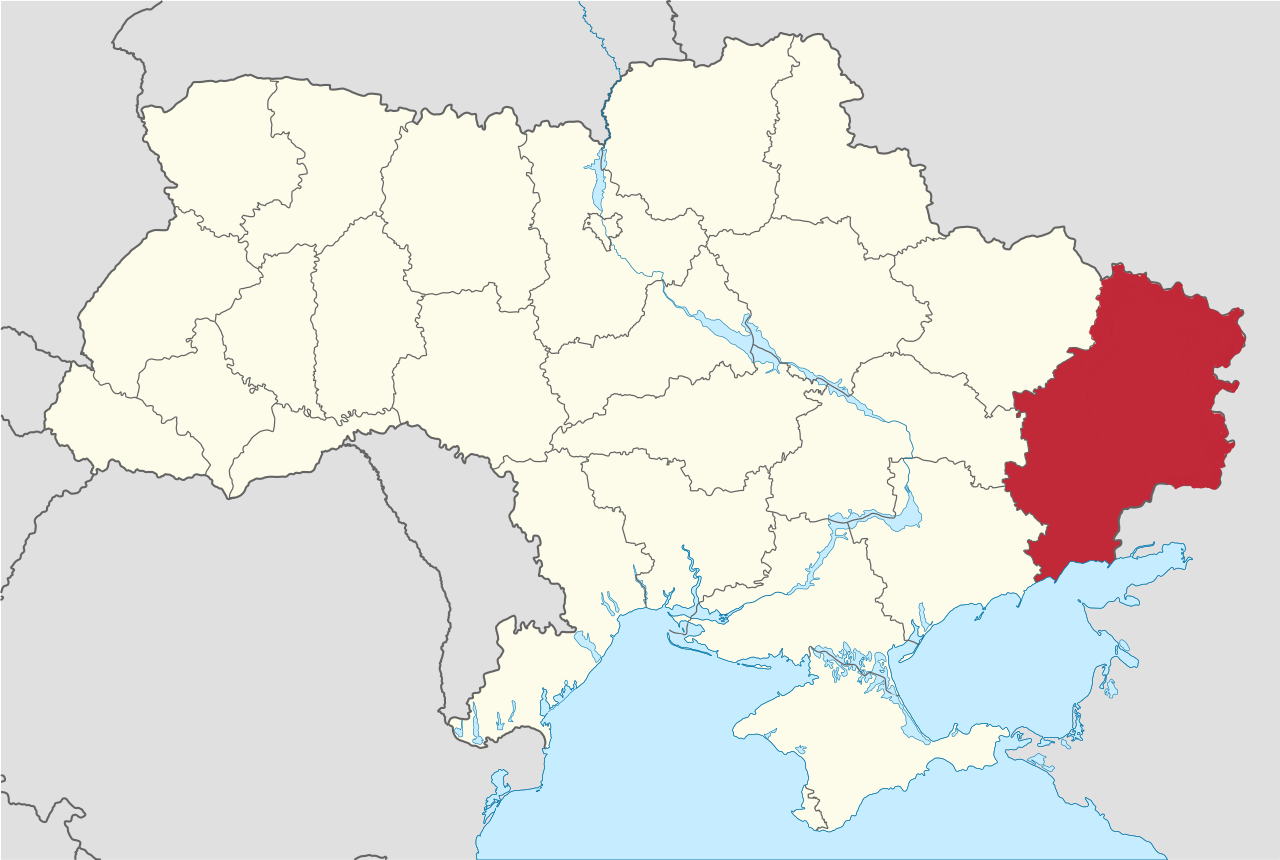
Vyznačení Doněcké a Luhanské oblasti v rámci Ukrajiny
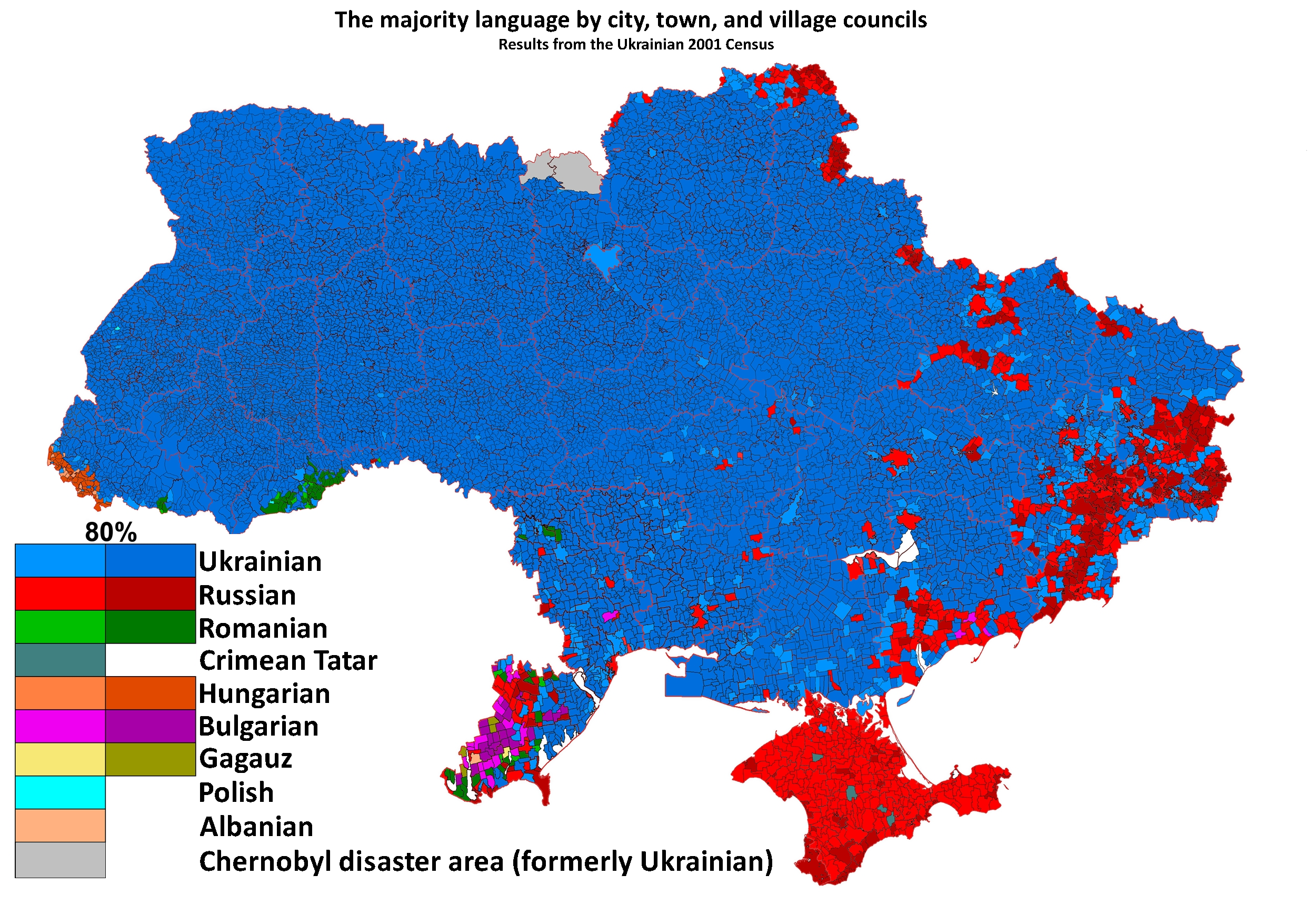
Jazyková mapa Ukrajiny
Ruština je na Ukrajině rodným jazykem pro 29,6 % obyvatel (2001)
Mapa Ukrajiny vyznačující barevně oblasti jihovýchodu (světle červená), Doněckou a Luhanskou oblast (tmavě červená) a k Rusku se připojivší Krym (modrá)
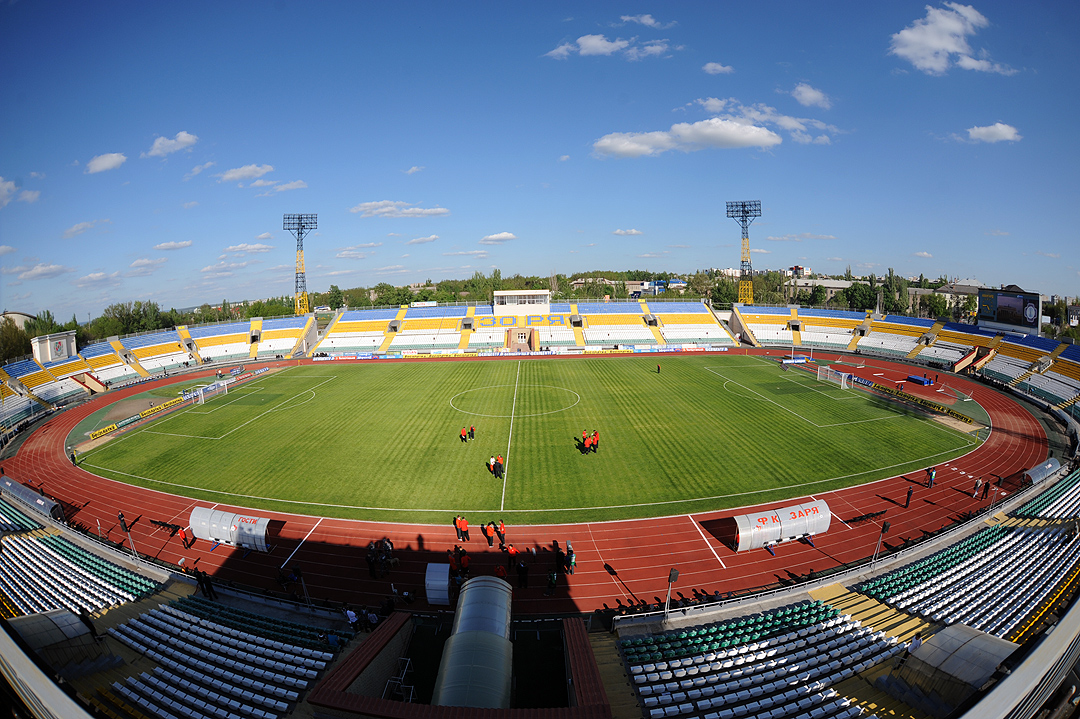
Luhanský stadion

## Ozbrojené síly

Válečná vlajka ozbrojených sil

Spojené ozbrojené síly Novoruska (rusky Объединённые Вооруженные Силы Новороссии), jsou ozbrojené skupiny dobrovolníků a milice, spjaté s nikým neuznaným bývalým státním útvarem Novorusko.[zdroj⁠?!] Ukrajinská vláda, na jejímž území skupiny vznikly, je považuje za teroristické. Tyto skupiny vedou ozbrojený boj proti ukrajinskému státu a armádě.

### Struktura
Uvedeny jsou různé vojenské jednotky, které působily v Doněcké a Luhanské lidové republice bez ohledu na jejich vztah k Novorusku a jeho ozbrojeným silám.

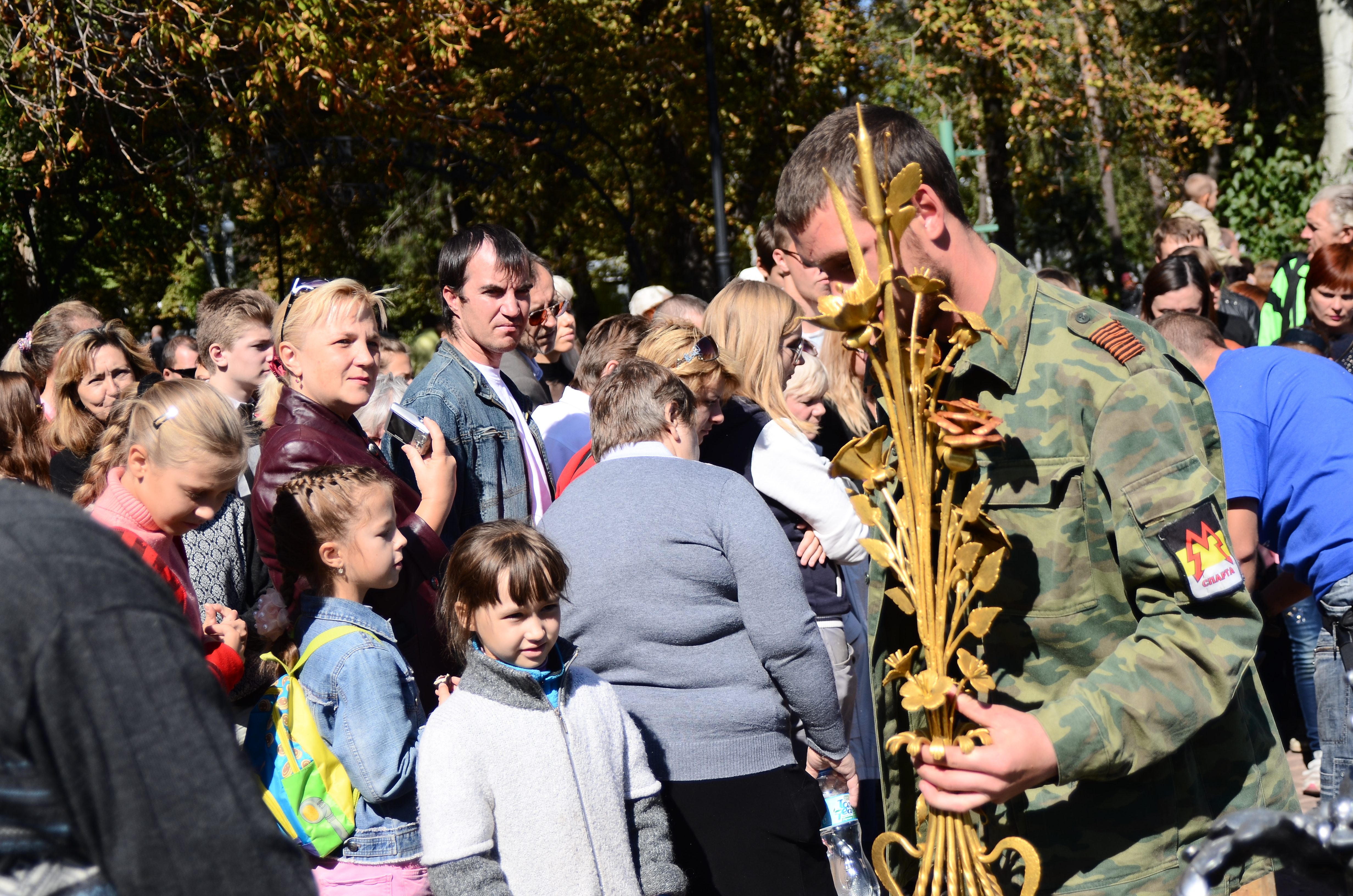
Vojáci v Doněcku s označením Batalionu Sparta, září 2014

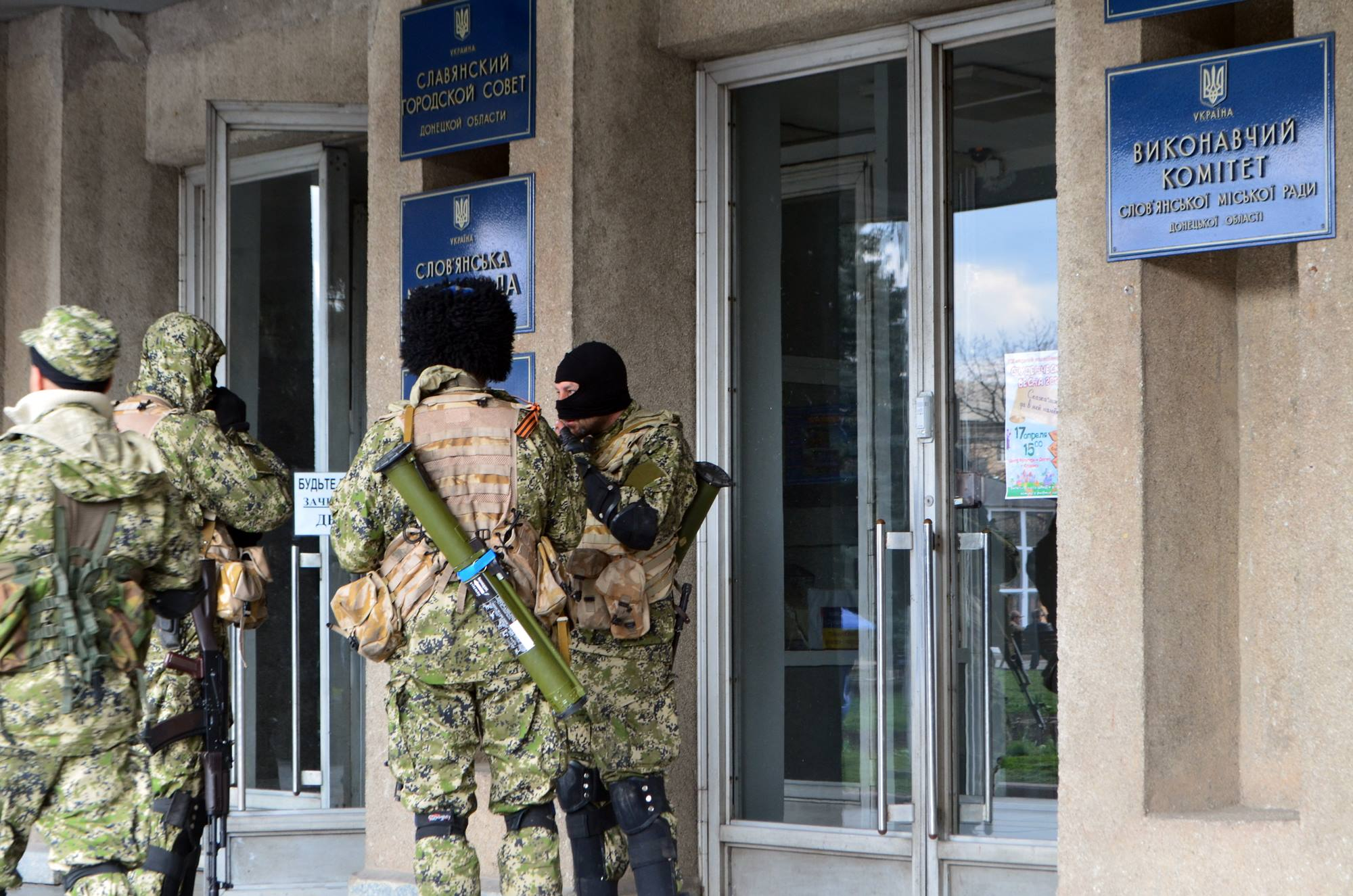
Donští kozáci ve Slovjansku, 14. duben 2014

#### Doněcká lidová republika
- Lidová domobrana Donbasu

#### Luhanská lidová republika
- Luhanská lidová domobrana (rusky Народная милиция ЛНР) neboli „Armáda jihovýchodu“ (rusky Армия Юго-Восток)

#### Ostatní oddíly
- Novoruský humanitární batalion (rusky Гуманитарный батальон «Новороссия») – nebojový oddíl určený pro ochranu a poskytování humanitární pomoci

#### Rozpuštěné oddíly
- Spojené bataliony DLR a LLR
  - Severní batalion
  -  Batalion Prizrak

### Civilisté a vojáci zmiňovaní v souvislosti s boji na Ukrajině
- Alexandr Zacharčenko – premiér DLR
- Igor Plotnickij – prezident LLR
- Igor Girkin – bývalý velitel Lidové domobrany Donbasu
- Pavel Gubarev – lidový gubernátor DLR

## Galerie

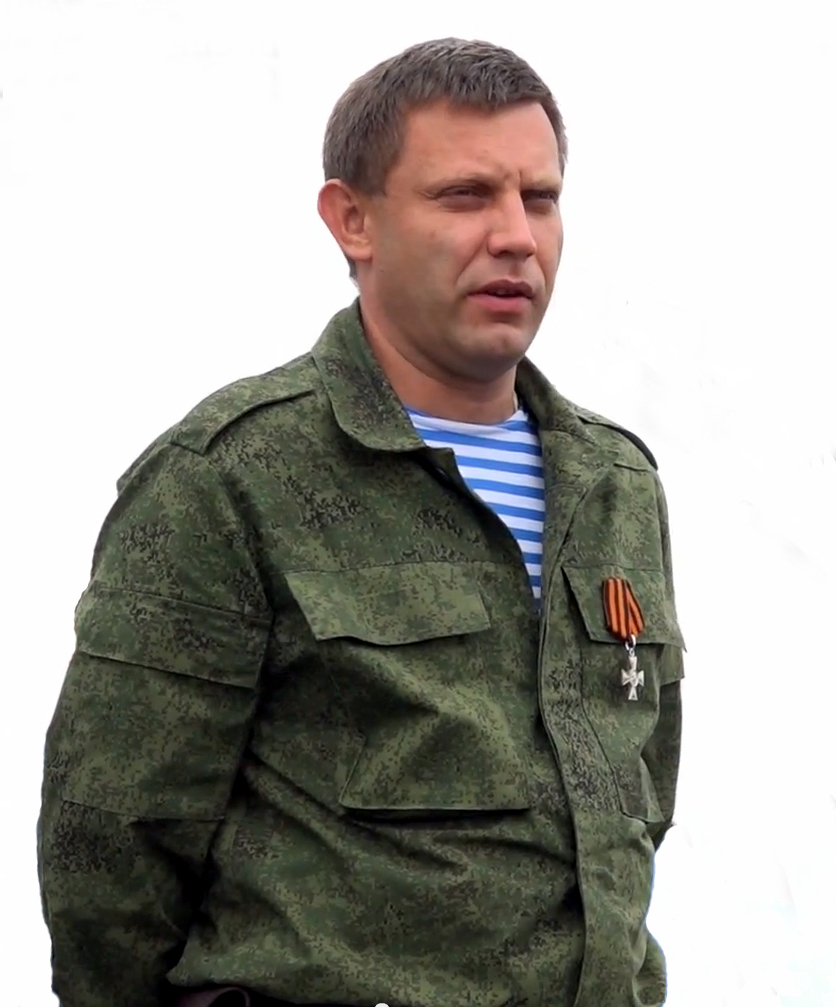
Alexandr Zacharčenko, premiér DLR
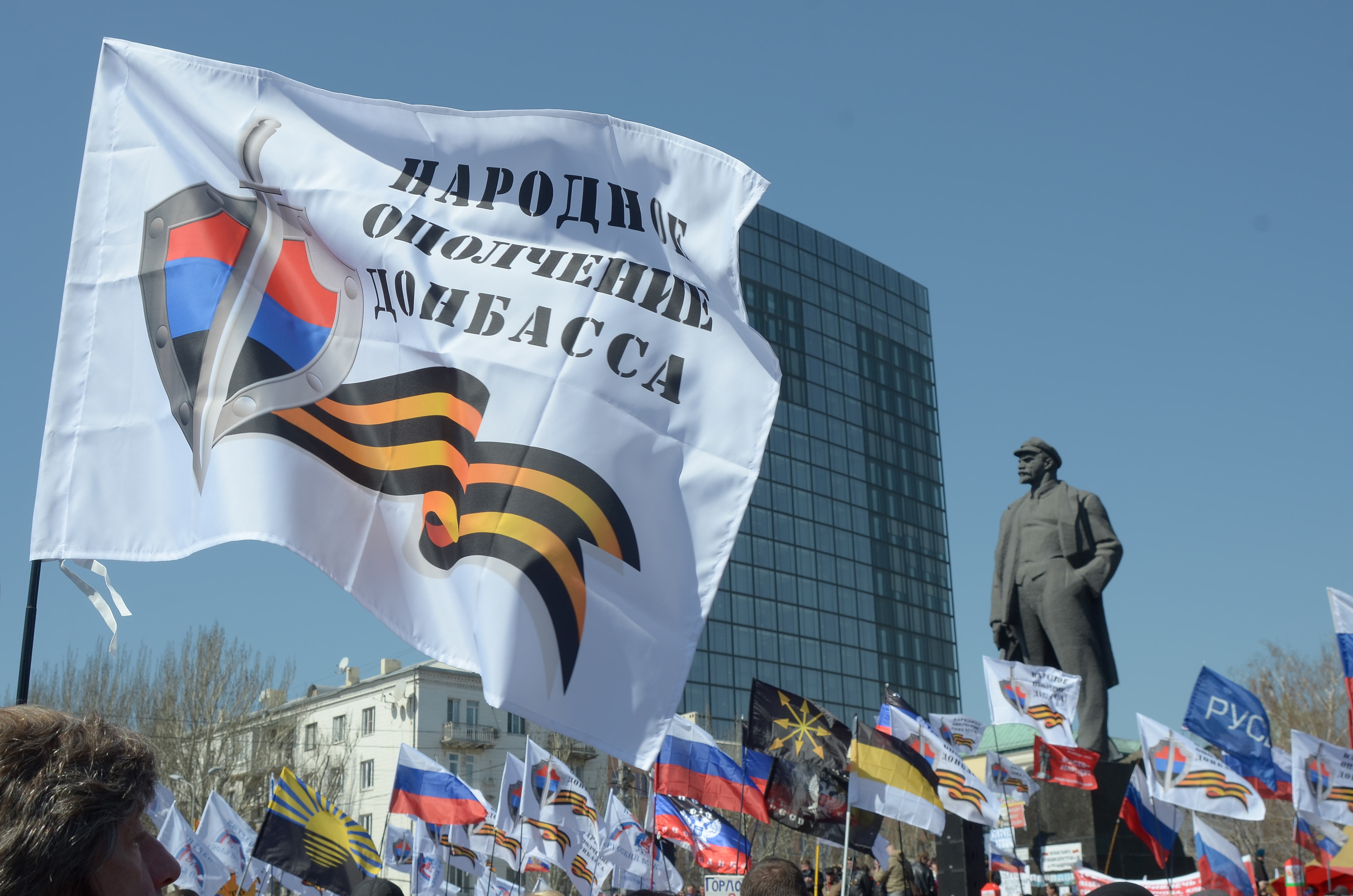
Shromáždění domobrany Donbasu, 6. duben 2014
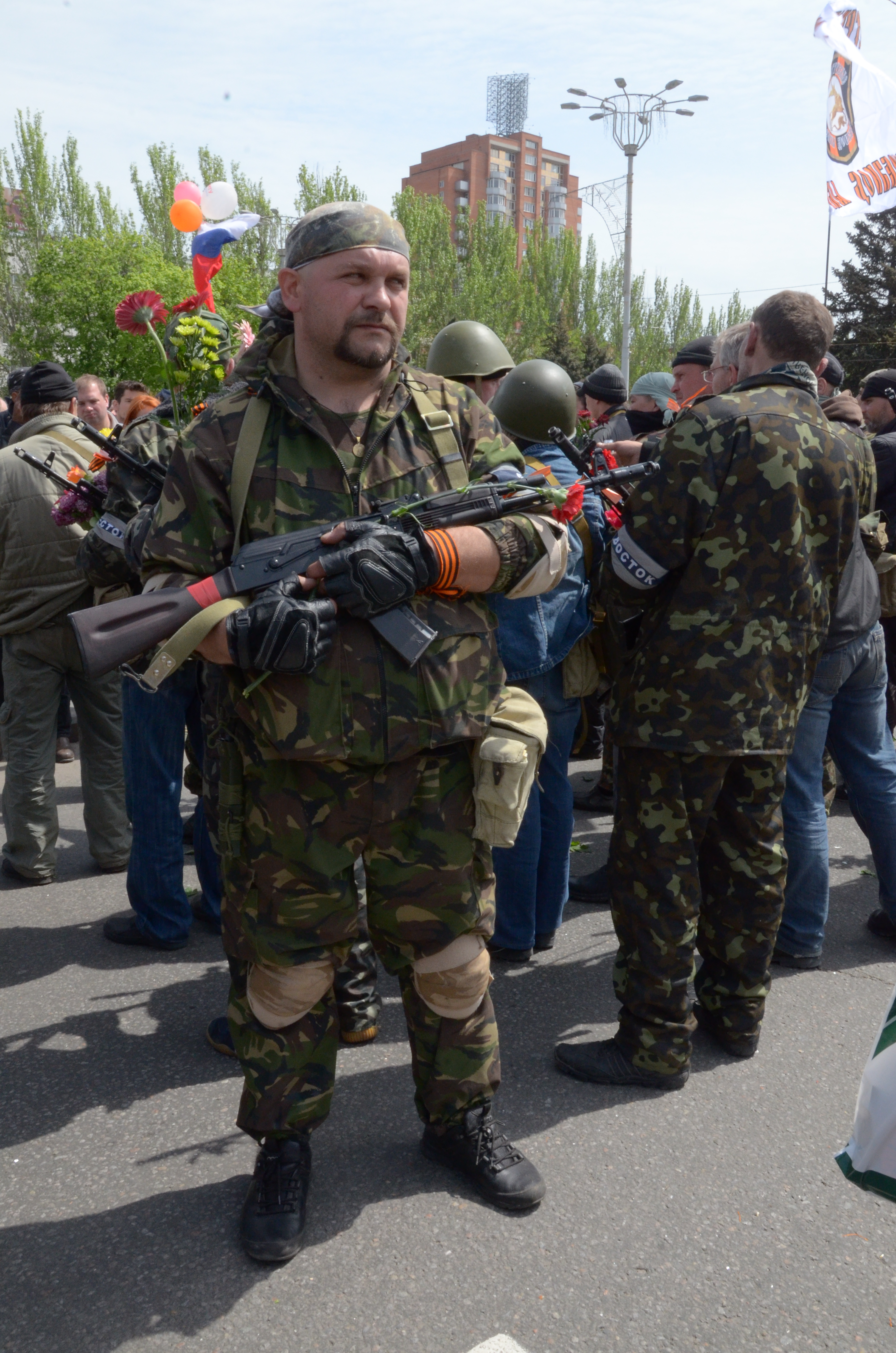
Členové Batalionu Vostok, 9. květen 2014
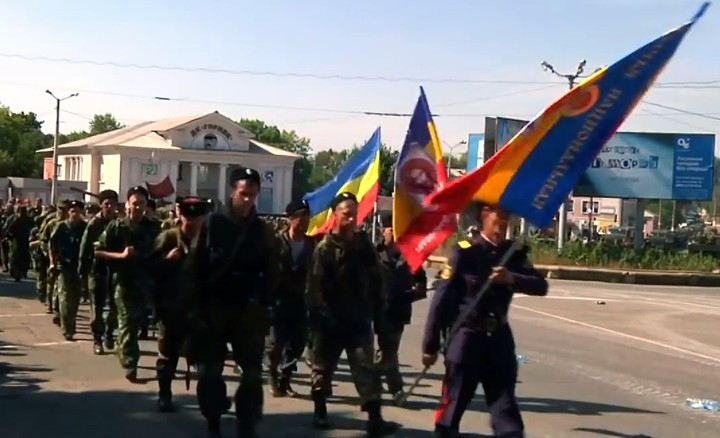
Národní garda Donských Kozáků, 7. září 2014
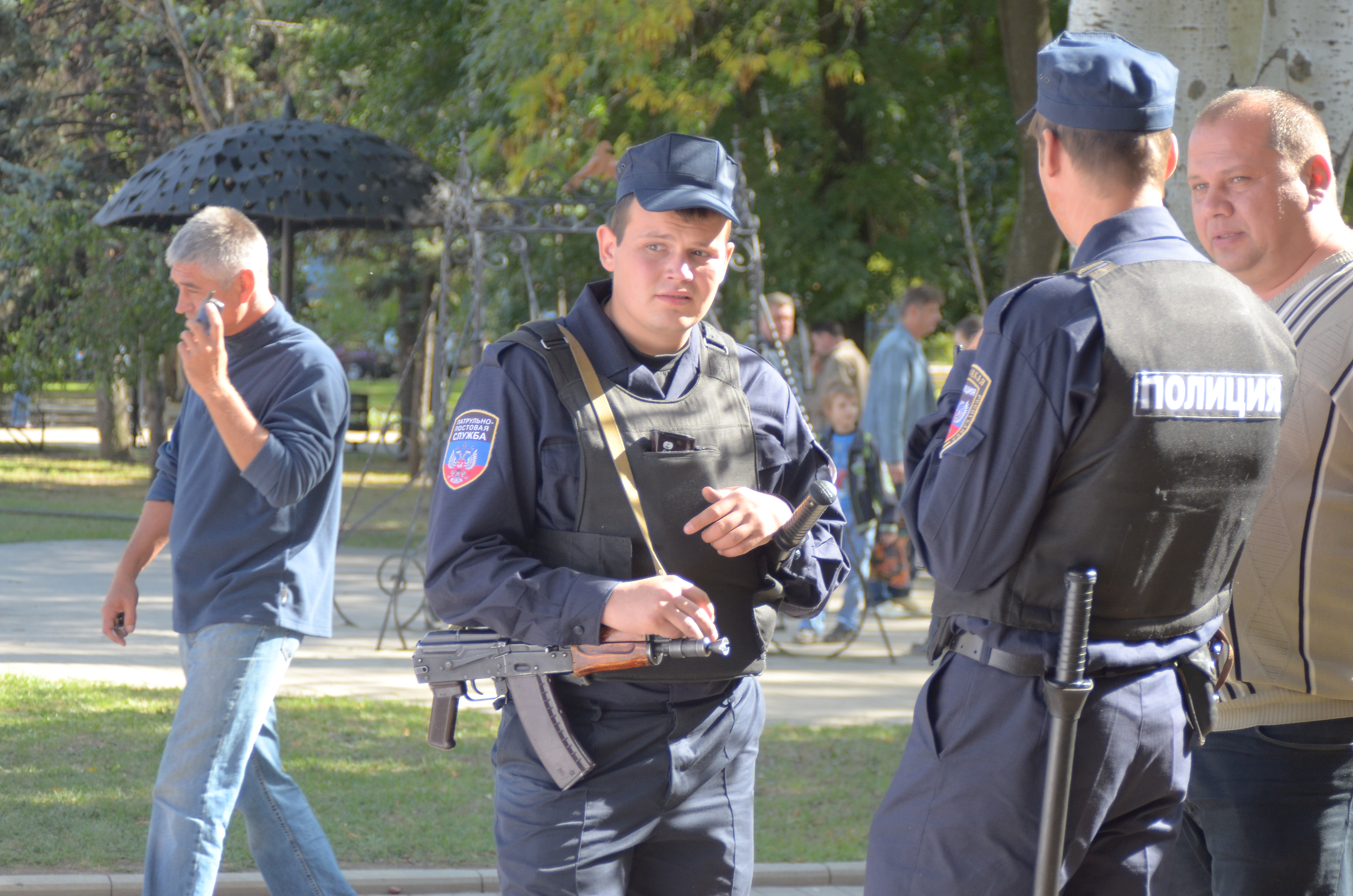
Doněcká policie, 20. září 2014